# 9062 Ohnishi
9062 Ohnishi (1992 WO5) là một tiểu hành tinh vành đai chính được phát hiện ngày 27 tháng 11 năm 1992 bởi T. Seki ở Geisei.